# Peder Kongshaug
Peder Fejerskov Kongshaug (Londres, 13 de agosto de 2001) es un deportista noruego que compite en patinaje de velocidad.
Participó en los Juegos Olímpicos de Pekín 2022, obteniendo una medalla de oro en la prueba de persecución por equipos (junto con Hallgeir Engebråten y Sverre Lunde Pedersen).
Ganó cuatro medallas en el Campeonato Mundial de Patinaje de Velocidad sobre Hielo en Distancia Individual entre los años 2023 y 2025, una medalla de plata en el Campeonato Europeo de Patinaje de Velocidad sobre Hielo de 2025 y dos medallas de oro en el Campeonato Europeo de Patinaje de Velocidad sobre Hielo en Distancia Individual de 2024.

## Palmarés internacional
| Juegos Olímpicos                           | Juegos Olímpicos          | Juegos Olímpicos  | Juegos Olímpicos        |
| Año                                        | Lugar                     | Medalla           | Prueba                  |
| ------------------------------------------ | ------------------------- | ----------------- | ----------------------- |
| 2022                                       | Pekín (China)             | Medalla de oro    | Persecución por equipos |
| Campeonato Mundial en Distancia Individual |                           |                   |                         |
| Año                                        | Lugar                     | Medalla           | Prueba                  |
| 2023                                       | Heerenveen (Países Bajos) | Medalla de bronce | Persecución por equipos |
| 2024                                       | Calgary (Canadá)          | Medalla de plata  | Persecución por equipos |
| 2024                                       | Calgary (Canadá)          | Medalla de bronce | 1500 m                  |
| 2025                                       | Hamar (Noruega)           | Medalla de oro    | 1500 m                  |
| Campeonato Europeo                         |                           |                   |                         |
| Año                                        | Lugar                     | Medalla           | Prueba                  |
| 2025                                       | Heerenveen (Países Bajos) | Medalla de plata  | Clasificación general   |
| Campeonato Europeo en Distancia Individual |                           |                   |                         |
| Año                                        | Lugar                     | Medalla           | Prueba                  |
| 2024                                       | Heerenveen (Países Bajos) | Medalla de oro    | 1500 m                  |
| 2024                                       | Heerenveen (Países Bajos) | Medalla de oro    | Persecución por equipos |